# 松井将壮

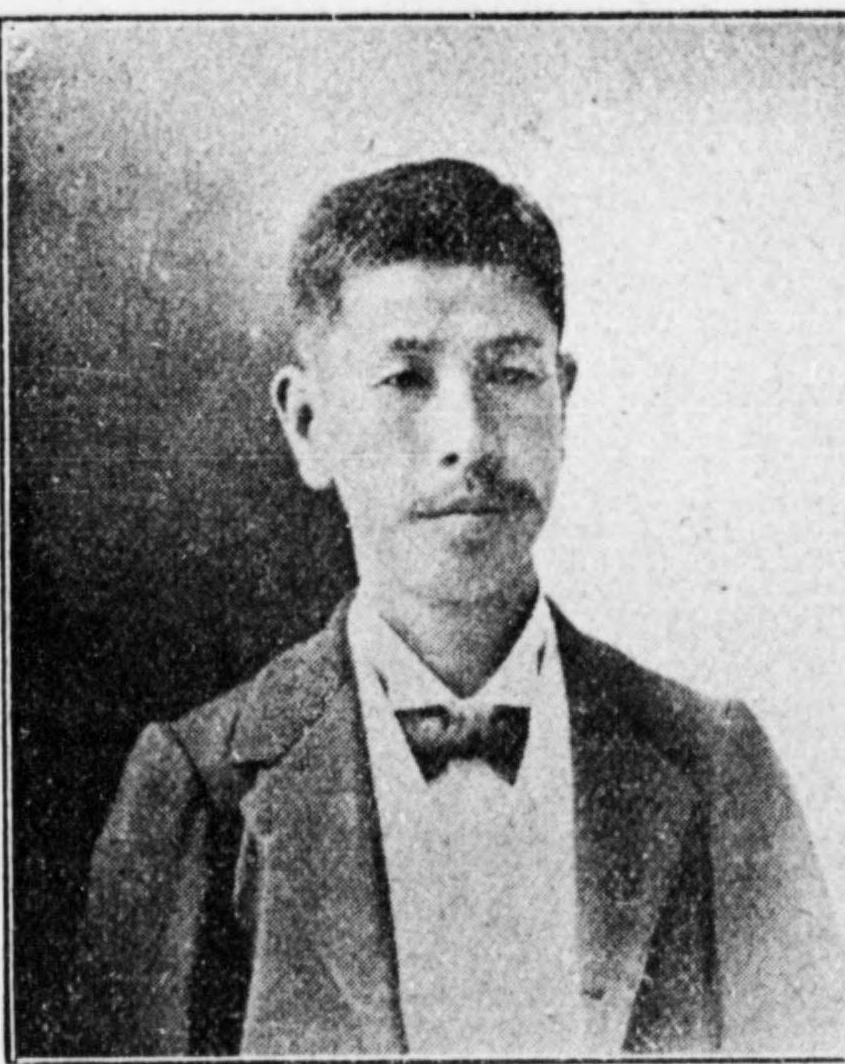
松井将壮

松井 将壮（旧字体：松󠄁井 將壯、まつい しょうそう、1859年7月11日（安政6年6月12日）- 1918年（大正7年）6月9日）は、明治から大正前期の農業経営者、教育者、政治家。衆議院議員、広島県会議長、広島県世羅郡西大田村長。

## 経歴
備後国世羅郡賀茂村（広島県世羅郡西大田村を経て現世羅町）で生れた。豊田中学校、教員養成所、大阪英和学舎を卒業し、漢籍を修めた。農業を営む。
戸長、郡書記、小学校教員を務めた。西大田村長、広島県会議員、同常置委員、同議長、世羅郡教育会長などに在任した。
1898年（明治31年）3月、第5回衆議院議員総選挙（広島県第7区）で初当選し、その後、第8回総選挙まで2回再選され、最後は同志研究会に所属して、衆議院議員に通算3期在任した。

## 国政選挙歴
- 第5回衆議院議員総選挙（広島県第7区、1898年3月、自由党）当選[5]
- 第7回衆議院議員総選挙（広島県郡部、1902年8月、立憲政友会）当選[6]
- 第8回衆議院議員総選挙（広島県郡部、1903年3月、無所属）当選[6]
- 第9回衆議院議員総選挙（広島県郡部、1904年3月、無所属）落選[6]

## 著作
- 編『領解文哺訓』博文堂、1885年。